# قدور بن عشور الزرهوني
قدور بن عشور الزرهوني (1850 ندرومة – 1938 ندرومة) هو شاعر وكاتب جزائري. برز في تعاطي الشعر الملحون في الجزائر،

## السيرة
ولد قدور بن عشور الزرهوني في ندرومة 1850م، ونشأ ودرج للتعلم قبل تفرغه كليا للزهد والتعبد، اعتبارا من سنة 1900، ثم انتقل إلى حاضرة تلمسان حيث مكث مقيما من سنة 1926 إلى سنة 1930، وبعد ذلك عاد إلى مسقط رأسه حيث توفي في يوم الاثنين 6 يونيو 1938.
نشأ الشيخ قدور في حاضرة ندرومة، وسط عائلة محافظة حيث درس القرآن الكريم واللغة العربية. تقلصت دراسته للمستوى الأساسي، وقد أكتفى بالدروس التي كان يمكنه حضورها مع أصدقائه. أشارت بعض الشهادات إلى أن الشيخ قدور بدأ في اقتراض الشعر وممارسة الغناء منذ سن الثالثة عشرة. استمر في هذا النشاط حتى تطورت مهارته وأصبح يتمتع بقدرات شعرية غنية وإبداعية مميزة.
لقد كانت للشيخ قدور زيجات عدة، منها واحدة بمريم حفيدة الشاعر أمحمد الرمعون الندرومي صاحب القصيدة المشهورة التي مطلعها «يا اللايمني في ليعتي…» الذي عاصره وعايشه متربعا آنذاك على عرش الشعر الملحون في ندرومة.
اقتداء بالشيخ أمحمد الرمعون، تعاطى الشيخ قدور نظم الشعر رياضةً فكرية وأدبية على سنة الأدباء الشعبيين في عصره، ثم وسيلةً للتعبير عن خلجات صدره ومشاعره للاتصال مع غيره تارة، وتارة أخرى للإدلاء بدلوه في أغراض كان الناس يقبلون عليها وخاصة منها الغزل ووصف الطبيعة والفخر والمديح النبوي والأذكار والمواعظ، كما تعاطى العزف والغناء في مجالس الطرب الشعبية التي تقام بمناسبة الأعراس والولائم، غير أنه لم يعرف عنه أنه غنى من أجل التكسب حيث كان يتصدق على الفقراء بتمام ما كان يؤول له من المنح والأفضال قليلها أو كثيرها.
كان الشيخ قدور فنانا مطبوعا يتعشق الأدب ويهوى الموسيقى. وأنشأ في ندرومة، كما قال، فرقة موسيقية ما لبثت أن اشتهرت بإتقان أدائها وبإبداع رئيسها في نظم القصائد وأدائها، وحسن اختياره للنصوص وفق المناسبة والمقام والساعة…
كان يعتزل عن الناس ويطيل الخلوة، ويبيت في ضريح سيدي أحمد البجائي، كان يعمل بما كان يتلقاه على يد والده ويد شيخه المصطفى بن عمرو. ففضلا عن المجاهدة في العبادة، كان يعصر قريحته ويخرج إلى الناس بأشعار يلمس الآن أنها في غاية جمال الموضوع واللفظ والتركيب وثراء المعاني، وأن جُلَّها قابل للغناء والإنشاد.
و لما تأكد ميل الشيخ قدور إلى ترك ما كان يلهيه من دنياه، رحل إلى مدينة تلمسان حيث مكث مقيما من سنة 1926 إلى سنة 1930. وقد وافته المنية سنة 1938 وهو في الثامنة والثمانين من عمره.

## أعماله
- «كنوز الأنهار والبحور في ديوان السر والنور» ديوان الذي نشر عام 1938 بوجدة فيه ترجمة مختصرة
- «ديوان الشيخ قدور بن عاشور الزرهوني» جمعه محمد بن عمرو الزرهوني، وزير الاتصال السابق ومستشار الرئيس عبد العزيز بوتفليقة، فضم كل ما تأتى له جمعه من قصائد في أغراض المديح والتوسل والوعظ والتصوف والغزل والشكوى والحنين والوصف والقصص التي نجت من الضياع في ديوان قسّمه إلى أربعة أقسام وسم أولها بعنوان «السائر والمغمور من الدر المنثور في أشعار قدور»، والثاني احتوى تلك المنظومات في التصوف وأقوال العارفين التي سبق طبعها سنة 1938 بوجدة ونشرها تحت عنوان «كنوز الأنهار والبحور في ديوان السر والنور»، وأما الثالث والرابع فوسمها على التوالي بعنوان «السدى واللحمة في السر والهمة من وهب صاحب المَرَمَّة» و« ما عاد إلى الظهور من أشعار الشيخ قدور».[4] تولت المكتبة الوطنية الجزائرية إصدار الديوان هذا، من بين إصداراتها، في طبعتيه الأولى (1996) والثانية (2012). كان تصدير الأولى بقلم عبد اللطيف رحال الذي وقتذاك مديرا عاما للمكتبة الوطنية، وتصدير الثانية كان بقلم رئيس الجمهورية عبد العزيز بوتفليقة.

## عنه
- فيلم الوثائقي بعنوان «قدور بن عاشور الزرهوني» وهو فيلم قصير من إخراج محمد نزيم قايدي، وتأليف وسيناريو عبد الوهاب بن منصور، يُبرز شخصية الشاعر المتصوف بشكل واضح، وتأثره بكبار شيوخ الطرق الصوفية ويُجلى أيضًا الجانب الفني البارز في حياته، ويُظهر شهادات حية تؤكد ذلك، بما في ذلك شهادة الوزير السابق محمد بن عمرو الزرهوني، فهذه الشهادة، تُفصح عن وجود أكثر من 3000 قصيدة خلفها الشيخ قدور، لكن لم يُجمع منها سوى حوالي 200.[2][4]
- رسالة دوكتوراه بعنوان «التصوف في الشعر الشعبي للشيخ قدور بن عاشور الزرهوني» من إعداد مراد قايد سليمان، جامعة أبي بكر بلقايد تلمسان الجزائر.[5]
- «موسم الشيخ قدور بن عاشور الزرهوني الندرومي» عنوان الملتقى الوطني الثاني حول تراث مدينة ندرومة و نواحيها تحت رعاية والي ولاية تلمسان من 8 إلى 10 مايو 1994.[6]